# Matlången
Matlången är en sjö i Storfors kommun i Värmland och ingår i Göta älvs huvudavrinningsområde. Sjön är 10,6 meter djup, har en yta på 1,07 kvadratkilometer och befinner sig 112,2 meter över havet. Sjön avvattnas av vattendraget Lundsbergsälven.

## Delavrinningsområde
Matlången ingår i det delavrinningsområde (659628-140896) som SMHI kallar för Utloppet av Matlången. Medelhöjden är 137 meter över havet och ytan är 5,95 kvadratkilometer. Räknas de 11 avrinningsområdena uppströms in blir den ackumulerade arean 61,93 kvadratkilometer. Lundsbergsälven som avvattnar avrinningsområdet har biflödesordning 4, vilket innebär att vattnet flödar genom totalt 4 vattendrag innan det når havet efter 321 kilometer. Avrinningsområdet består mestadels av skog (72 procent). Avrinningsområdet har 1,17 kvadratkilometer vattenytor vilket ger det en sjöprocent på 19,6 procent.